# 26269 Marciaprill
26269 Marciaprill (tên chỉ định: 1998 RG57) là một tiểu hành tinh vành đai chính. Nó được phát hiện bởi dự án Nghiên cứu tiểu hành tinh gần Trái Đất Lincoln ở Socorro, New Mexico, ngày 14 tháng 9 năm 1998. Nó được đặt theo tên Marcia Prill, an American educator ở Madison, New Jersey.